# Лумбосакрални плексус
Лумбосакрални плексус је сноп нервних влакана састављен од предњих грана слабинских и крсних кичмених нерава, који се анатомски гледано, састоји од функционалне јединице (два плексуса) у доњем делу трупа, који се често разматрају одвојена као слабински и сакрални (крстни) дао, али у ствари се ради о блиско повезаним регијама.
Овај плексус формира велики седални живац, ишијадични живац или бедрени живац (лат. n.ischiadicus) највећи живац човечјег тела који настаје из коренова (L4, L5, S1, S2, S3) крсног сплета (лат. plexus lumbosacralis – pars sacralis) лумбосакралног (слабинскокрсног) дела кичмене мождине и састоји се од моторних и сензорних неурона који учествују у инервацији делова тела од лумбосакралне (слабинскокрстне) области па све све до завршних делова доњих удова.

### Анатомија
Након изласка из кичмене мождине пролазе нервни коренови, (који у каснијем току стварају лумбосакрални плексус), прво субарахноидалним простором, где се налазе у тесној вези са пијом, арахноидејом и ликвором. У дањем току коренови пролазе кроз субдурални и епидурални простор кичменог канала, те кроз уске међупршљенске отворе.

### Лумбални (слабински) плексус
Лумбални (слабински) плексус чине корени кичмених нерава из; слабинског дела (L1—L3), са појединачним влакнима из грудног (Т12) и слабинског дела (L4).
Лумбосакрални плексус пролази кроз велику и малу карлицу ретроперитонеалним простором у непосредној близини са костима карлице, дебелог црева, ректума (завршног црева) и мокраћне бешике.
| Нерви                                | Сегмент | Инервисани мишићи | Кожне гране                                                                       |
| ------------------------------------ | ------- | --- | --------------------------------------------------------------------------------- |
| Илиохипогастрични нерв               | T12-L1  | • Попречни трбушни мишић • Унутрашњи коси трбушни мишић                                                                       | • Предње кожне гране бутног нерва • Спољашње кожне гране илиохипогастричног нерва |
| Илиоингвинални нерв                  | L1      | • Попречни трбушни мишић • Унутрашњи коси трбушни мишић                                                                       | • Предњи скротални нерв код мушкараца • Предњи лабијални нерв код жена            |
| Генитофеморални нерв                 | L1-L2   | • Кремастер код мушкараца | • Лумбоингвинални нерв • Гениталне гране генитофеморалног нерва                   |
| Спољашњи кожни нерв бутине           | L2-L3   | | • Спољашњи кожни нерв бутине                                                      |
| Запорни нерв                         | L2-L4   | • Спољашњи запорни мишић • Дуги мишић одмицач • Краки мишић примицач • Велики мишић • Гребенски мишић • Велики мишић примицач | • Кошне гране                                                                     |
| Бутни нерв                           | L2-L4   | • Бочни мишић • Гребенасти мишић • Терзијски мишић • Четвртасти бедрани мишић                                                 | • Предње кожне гране бутног нерва • н. сафенус                                    |
| Директне гране од плексуса до мишића |         | |                                                                                   |
| Кратке, директне гране               | L1-L3   | • Велики слабински мишић |                                                                                   |
| Кратке, директне гране               | T12-L4  | • Четвороугани слабински мишић • Међупопречни мишићи                                                                          |                                                                                   |

### Сакрални (крсни) плексус
Сакрални (крсни) плексус чине корени кичмених нерава; слабинског и крсног дела (L5—S3), са појединачним влакнима из слабинског (L4) и крсног дела (S4).
У склопу сакралног плексуса описује се и пудендални плексус, који се као термин користи за сложену структуру која се састоји од сакралних кичмених нерава. Неки извори га описују као S2-S4 лумбосакралног плексуса. У неким старијим текстовима ради се о грубој апроксимацији кокцигеалног плексуса. 
| Лумбосакрални плексус-сакрални сегмент (Plexus lumbosacralis — pars sacralis)    |             | | |
| Назив                                        | Полазиште   | Ток | Подручје инервације |
| Plexus ischiadicus-rr.ventrales              |             | • формирају truncus lumbosacralis. • Сакралне гране излазе кроз и формирају плексус који се прислања уз m.piriformis• Према доле се од плексуса кроз наставља велики седални живац. • Између лумбоскралног трункуса и пролази a. glutea pelvina superior, а између S2, S3 а. glutea inferior | • Са лумбалним сплетом формира лумбосакрални плексус и анамостозира са пудендалним и кокцигеалним плексусом. • Инервише: , и ()m.gemellus spinalis, m.obturator internus ,(L1,S1,S2) () • Сензорним делом инервише седалну регију и ногу. |
| Гране: 1. 2. 3. n. cutaneus femoris post. 4. | 1. 2. 3. 4. | 1. Моторна грана, излази крозфорамен супрапириформе из карлице 2. Моторна грана, излази кроз форамен интерпириформе из карлице 3. Сензиорна грана, која излази кроз форамен интрапириформе испод великог седалног мишића и формира -{nn.clunium interioris i rr.perineales} 4. Моторни и сензорни живац, излази кроз форамен интерпириформе прелази преко m.quadratus femoris, лежи између средње кврге и великог обарача, испод великог седалног мишића, затим на великом аддуктору покривен са флексорима бедра. На врху чашичне јаме колена, дели се на лишњачки и голењачки живац. | 1. Инервише 2. Инервише 3. Инервише доњи део седалне регије и кожу задњег дела 4. Инервише, пре него се дели; • , • , • , • , • . |
| Грана: :                                     |             | • Моторни и сензорни живац. Лежи на тибијалној ивици бицепса, иде затим споља испод главице фибуле и дели се на; и | • Инервише кожу задње стране потколенице |
| Гране: 1. 2. 3.                              |             | 1. Сензорни живац, који прелази преко фибуларне главе гастрокнемијуса, пробија фасцију и долази до фибуларног малола. 2. Претежно сензорни живац. Лежи између оба фибуларна мишића, пробија фасцију на доњем крају потколенице и спушта се на дорзум стопала као n.cutaneus dorsalis medialis et intermedius3. Претежно моторни живац. Пролази кроз почетну тетиву другог фибуларног мишића и другог испружача прста, улази затим у и долази испод на дорзум ноге. | 2. Инервише оба фибуларна мишића и кожу спољне стране поткленице и дорзума ноге и то и тибијалну страну праста до средње фаланге (тибијални део), затим фибуларну страну и тибијалну страну прста (средишњи део). 3. Инервише предњу групу мишића потколенице, и кожу додирних страна и прста. |
| Грана:                                       |             | • Моторни и сензорни живац који наставља ток ишијадикуса. У чашичној јами лежи површно, затим пролази између две главе гастрокнемијуса и улази у поплитеални канал, лежи испред солеуса и долази до иза тибијалног малеолуса, где пролази тарзални канал, и дели се у n.plantaris medius i lateralis | •Инервише задњу групу мишића потколенице и мишиће стопала, а синзитивном граном кожу задње стране потколенице, планту и прсте. |
| Гране: 1. 2. rr.musculares                   | 1. 2.       | 1. Сензорни живац листа, прати малу сафену и долази на спољну страну ноге и стопала. 2. Мишићне гране инервишу мишиће: m.popliteus, m.plantaris, m.gastrocnemius, m.tibialis posterior | • Инервише кожу пете, спољњег глежња и фибуларну страну прста |

## Клинички значај
Повреде лумбосакралног плексуса се углавном манифестују као повреде костију. Парализе лумбосакралног трупа и сакралног плексуса су уобичајени обрасци повреда.

## Галерија
- Лумбосакрални плексус (дубока дисекција).
- Лумбосакрални плексус (дубока дисекција).
- Сакрални плексус (дубока дисекција).